# Алейников, Игорь Олегович
И́горь Оле́гович Але́йников (15 марта 1962, Грозный — 23 марта 1994, под Междуреченском) — советский и российский кинорежиссёр. Один из основателей и идеолог нонконформитстского движения «Параллельное кино».

## Биография
Родился в 1962 году в Грозном. В 1980 году семья переехала в Москву. В 1984 году окончил Московский инженерно-физический институт.
В 1981 году снял на 8-мм киноплёнку свой первый фильм «Верхняя точка». Его брат Глеб Алейников вспоминал:

Уже тогда Игорь осознанно делал кино как искусство, а не кинолюбительство. Его вдохновителями были Вертов и Эйзенштейн.
Впоследствии стал одной из центральных фигур альтернативного советского искусства. С его именем связано возникновение движения «Параллельное кино» в противовес «официальному кино».
С 1985 года издавал независимый журнал «СИНЕ ФАНТОМ», первый номер которого вышел в январе 1986 года.
Вместе с братом Глебом снял более 20 фильмов, ставших частью московской концептуальной традиции. Среди них «Трактора» (1987), «Я холоден, ну и что?» (1987), «Жестокая болезнь мужчин» (1987), «Постполитическое кино» (1988). В конце 1980-х годов попытался работать в системе официального кинопроизводства, сняв на киностудии «Мосфильм» короткометражный фильм «Здесь кто-то был» (1989) и полнометражный фильм «Трактористы 2» (1992).
В 1994 году погиб вместе с женой Верой в катастрофе A310 под Междуреченском.

## Фильмография
- 1981 — Верхняя точка
- 1982 — Имена
- 1983 — 1 мая 1983 года
- 1983 — Аттракцион
- 1983 — Филателист
- 1984 — Метастазы
- 1986 — Стрелка. КВ-2 (совм. с Г. Алейниковым)
- 1986 — М. Е. (совм. с Г. Алейниковым)
- 1987 — Жестокая болезнь мужчин (совм. с Г. Алейниковым)
- 1987 — Революционный этюд (совм. с Г. Алейниковым, Г. Острецовым, Е. Кондратьевым)
- 1987 — Я холоден, ну и что? (совм. с Г. Алейниковым)
- 1987 — Трактора (совм. с Г. Алейниковым)
- 1988 — Борис и Глеб (совм. с Г. Алейниковым)
- 1988 — Конец фильма (совм. с Г. Алейниковым)
- 1988 — Машинистка (совм. с Г. Алейниковым)
- 1988 — Постполитическое кино (совм. с Г. Алейниковым)
- 1988 — Сервировка — рокировка (совм. с Г. Алейниковым)
- 1988 — Страшная тайна «Чергида» (совм. с Г. Алейниковым)
- 1989 — Здесь кто-то был (совм. с Г. Алейниковым)
- 1989 — Миражи
- 1990 — Аквариумные рыбы этого мира (совм. с Г. Алейниковым)
- 1990 — Ожидание де Била (совм. с Г. Алейниковым)
- 1992 — Трактористы 2 (совм. с Г. Алейниковым)
- 1994 — История любви Николая Березкина (совм. с Г. Алейниковым)
- 1997 — Америга (совм. с Г. Алейниковым)